# Neo-Egyptische bouwstijl

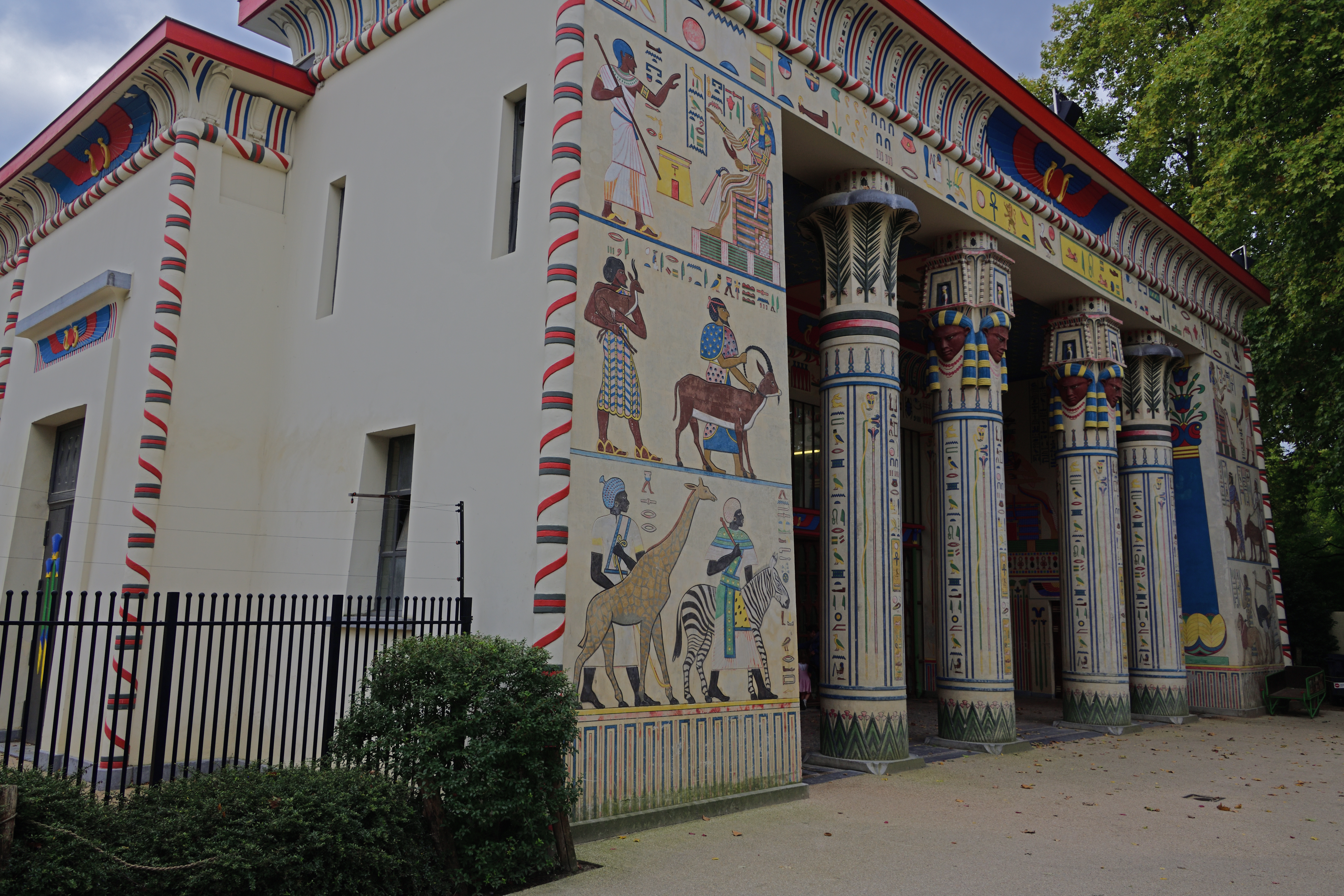
Tempel, Zoo te Antwerpen

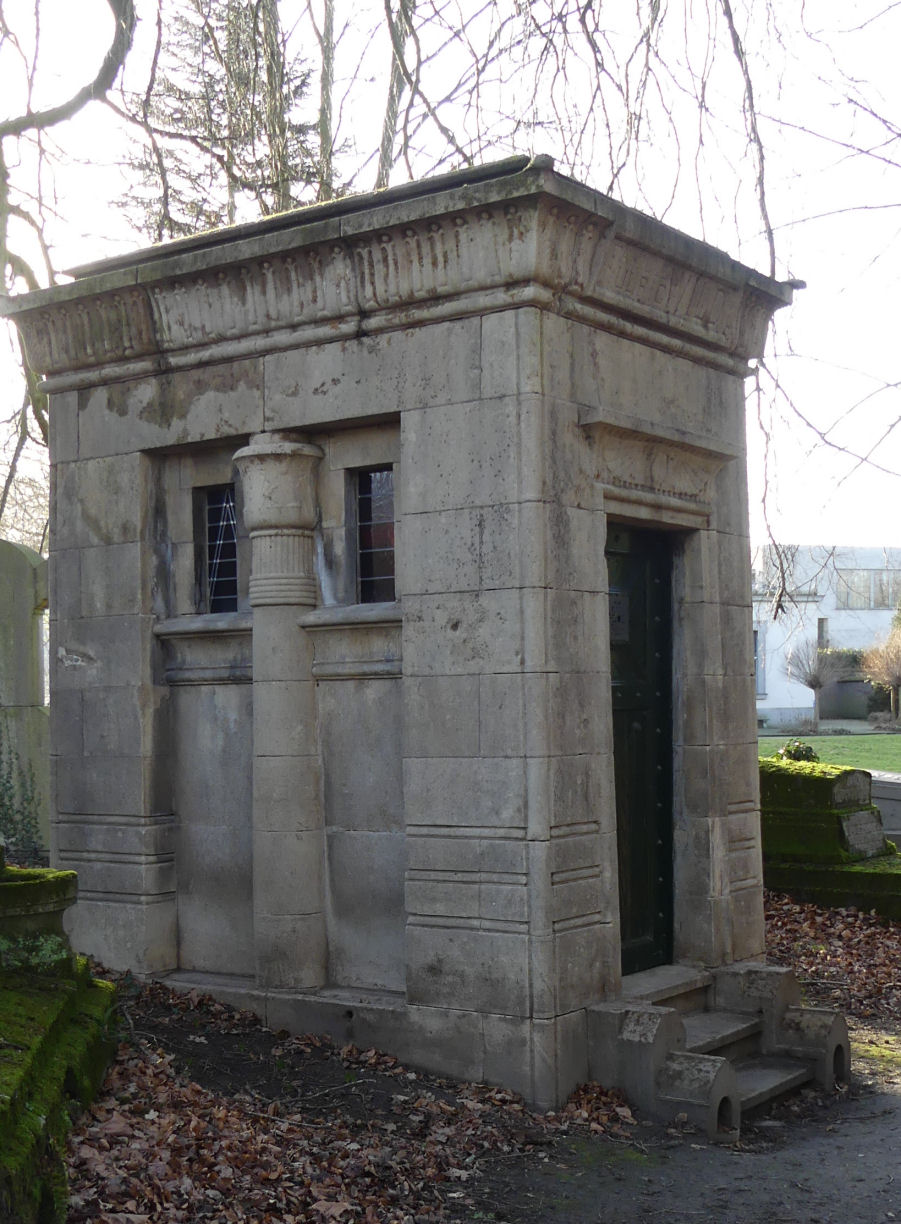
Praalgraf van Ulric Wild

De neo-Egyptische bouwstijl is een bouwstijl uit het midden van de 19e eeuw.
De stijl hoort thuis in een reeks neostijlen. Het was een geliefde stijl van verschillende loges: er zijn verschillende neo-Egyptische vrijmetselaarstempels bewaard. Vanaf de 17e eeuw kwam men in Europa in de ban van het oriëntalisme, een geromantiseerd beeld van onder andere het Oude Egypte. In het kader van de historiserende bouwstijlen ontstond in de 19e eeuw de neo-Egyptische architectuur. 
Voorbeelden zijn de binnenplaats van het Neues Museum in Berlijn, de Brusselse Vrijmetselaarstempel van de Cercle des Amis philanthropes en de Sydney Harbour Bridge, die aan weerszijden door neo-Egyptische pylonen ondersteund wordt. 

## Bekende voorbeelden
- Zoo van Antwerpen: Egyptische tempel.
- Praalgraf van Ulric Wild, Gent.
- Cenotaaf van aartshertogin Maria Christina (1742-1798), Wenen.